# Michael Devoe
Michael Jaden Devoe (Orlando, 17 dicembre 1999) è un cestista statunitense.

## Palmarès

### Squadra
- Coppa di Germania: 1

Mitteldeutscher: 2024-2025

### Individuale
- MVP BBL-Pokal: 1

Mitteldeutscher: 2024-2025